# Ковалівка (Коломийський район)
Ковалі́вка — село в Україні, у Нижньовербізькій сільській громаді Коломийського району Івано-Франківської області.

## Географія
Розташоване на умовній північно-східній межі Гуцульщини.
У селі річка Красник впадає у Лючку.

## Історія
На початку XX століття біля села з глибини 25—30 м почали видобувати високоякісне буре вугілля. Його вибуток сягнув свого піку в радянські часи. 
Після Другої світової війни Ковалівку з Коломиєю сполучив паровий вантажний трамвай, який діяв до 1967 року.
Населений пункт набув статусу селища міського типу. Але на початку 1968 р. видобуток вугілля припинили, відтак кількість населення скоротилась (нині в місцевій школі навчається менше 200 учнів, а в часи розквіту вугледобування їх було до 500). І так Ковалівці повернули статус села.  

### Від першої згадки до кінця XVIII століття
За народними переказами, село заснувала сім'я коваля з-під Умані, тепер  Черкаської області, яка втекла від свого пана і опинилася аж на Гуцульщині. Давнє село лежало на правому березі Лючки, де тепер місцевість "Стара Ковалівка", а відтак забудувалося на правому березі. 
Перша письмова згадка — 1670 рік. 
Недалеко від Ковалівки росли густі ліси, де переховувалися опришки. Не раз вони навідувалися в село. Так, у 1677 році опришки загону Василя Гліба, який діяв тоді в околицях Надвірної, напали на шляхтянку Полянську, яка жила в Ковалівці, забрали у неї пару коней та різних речей на 300 злотих. 
У першому поземельному перепису 1788 року, зробленому вже за часів австрійського панування, Ковалівку схарактеризовано як невелике село, що належало до громади у Стопчатові і разом з нею входило до Яблунівської домінії. Проживало тоді в Ковалівці 152 чоловіка. В селі було 20 господарств. Земельні угіддя обчислювалися 396 моргами, переважно сіножатей (городів було лише 93 морги).

### У австрійській державі
Австрійська влада менш за все дбала про освіту українського населення. В Ковалівці не було школи. Незважаючи на нужденність життя, селяни прагнули до знань. Тому діяльність сільських просвітителів завжди знаходила тут підтримку. Прихильно ставилися селяни до вчителів, які не тільки навчали дітей, а й своїми знаннями живили допитливий природний розум селянина.
1885 року мешканці Ковалівки на власні кошти відкрили читальню, що містилася в хаті В. Ясінського.
В 1905 році в Ковалівці було 2 невеличкі читальні: «Просвіта» та ім. Качковського. Тут знайомилися з творами українських письменників, відзначали їхні ювілеї. В 1906 році в селі відбувся урочистий вечір на честь Т. Г. Шевченка. Лише в 1907 році у Ковалівці відкрито одно-класну школу, на утримання якої мешканці села вносили окремий податок.
У роки Першої світової війни мешканцям Ковалівки довелося зазнати всіх лих і нестатків, що випадали на долю прифронтових населених пунктів. Через село кілька разів проходила лінія фронту. Мобілізовані до австро-угорської армії ковалівські селяни здавалися в полон росіянам, зокрема М. І. Мельник, О. О. Ясінський. 

### Від ЗУНР до кінця ХХ століття
Після розпаду Австро-Угорщини в Ковалівці при владі стали ЗУНРівці. 
Наприкінці 1919 року до села вступили окупаційні війська Польщі.
За двадцятиліття польської окупації ковалівські селяни вкрай зубожіли, а додаткових засобів до існування знайти було дуже важко. Та гніт був не тільки економічний. Селяни не могли одержати медичної допомоги — в Ковалівці не було жодного медика.
Протягом 1933—1935 pp. споруджено народний дім, у якому проводилася культосвітня робота, селяни самотужки здобували освіту. 
1 липня 1941 року до села вдерлися гітлерівці. Страшні часи настали для жителів Ковалівки. Як і на всіх окупованих територіях, тут встановився «новий порядок» — режим терору, розрахований на масове винищення місцевого населення і пограбування багатств краю. Шахти було зруйновано. Чимало жителів потрапило на каторжні роботи до Німеччини. Матеріальні збитки, заподіяні окупантами Ковалівці, обчислюються сотнями тисяч карбованців. 
28 квітня 1944 року Ковалівку визволили частини 2-ї гвардійської повітряно десантної дивізії. В листопаді 1944 року почали діяти 3 шахти. На кінець 1944 року на шахтах вже працювало понад 190 чоловік, вони видобували 15 тонн вугілля щодоби. 1945 року створено партійну організацію, яка налічувала 9 комуністів. Тоді ж виникла й шахтна комсомольська організація. 
На початку 1946 року понад 40 селянських сімей об'єдналися в колгосп. Фундаторами артілі були П. М. Дмитрук, Ю. Ю. Кравчук. Головою артілі «Ленінський шлях» обрали Ю. Ю. Кравчука. Та невдовзі він поліг від рук вояків УПА. Колгосп був одним з перших у Яблунівському районі.
В кінці листопада 1944 року бандерівці підпалили приміщення і знищили апаратуру на шахті № 3 та вчинили низку інших терористичних актів. 
Шахтарська Ковалівка відіграла важливу роль у розвитку соціалістичної промисловості області. Коли на Прикарпатті значно збільшився видобуток газу і він став основним паливом для промисловості, розробка малопотужних пластів вугілля втратила колишнє значення. 1 січня 1968 року ковалівські шахти закрили.

## Сучасність
Від часів, коли Ковалівка була шахтарським селищем, залишилася досить розвинута інфраструктура: заасфальтовані центральні вулиці, Будинок культури, 11-класна школа, завод «Меткабель».
У колишньому шахтарському гуртожитку працюють лікарня та геронтологічний центр. 

## Населення

### Мова
Розподіл населення за рідною мовою за даними перепису 2001 року:
| Мова       | Кількість | Відсоток |
| ---------- | --------- | -------- |
| українська | 1145      | 99.13%   |
| російська  | 7         | 0.61%    |
| білоруська | 3         | 0.26%    |
| Усього     | 1155      | 100%     |

## Видатні земляки
- Боєчко Марія — поетеса, засновник, упорядник та редактор альманаху «Джерельні дзвони», педагог та культурний діяч.
- Колцуняк Микола Семенович — етнограф.
- Лесюк Микола Петрович (1940) — український мовознавець.
- Лесюк Юрій Петрович — заслужений художник України, завідувач відділу малярства Львівського державного коледжу декоративного та ужиткового мистецтва ім. І. Труша. Учасник понад 80 всеукраїнських і міжнародних виставок.
- Василь Мартищук — знаний у світі скрипковий майстер.
- Мочернюк Юрій, син Петра і Анни (Ясінської) (квітень 1940) — науковець, доцент, кандидат технічних наук (теоретичні основи електротехніки), доцент Національного університету "Львівська політехніка" (Дніпропетровський національний університет залізничного транспорту, Львівський національний аграрний університет), 52 опублікованих наукових праць, сім друкованих методичних робіт.
- Чукур Юра — громадський політичний діяч, посол.
- Ясінський Мирослав — художник.
- Стефанко Олеся — посіла друге місце на конкурсі «Міс Всесвіт 2011» у Сан-Паулу (стала «Першою віце-Міс Всесвіт»).